# Политика и държавно устройство на Украйна
Украйна е демократична полупрезидентска република с многопартийна система. Изпълнителната власт е на Президента и Кабинета на министрите, законодателната – на парламента (Върховна рада). Народът избира парламент и президент. Парламентът гласува министър-председателя и правителството. Кандидатурата на министър-председателя е предложена от президента. Действащата конституция е приета през юни 1996 г.
Учени са определяли политическата система на Украйна като „слаба, разделена на фракции, силно персонализирана и идеологически пуста, докато съда и медиите не успяват да държат политиците отговорни“ (Тарас Кузио, 2009). Украинските политици са категоризирани като „прекалено централизирани“ в своите политически възгледи, което е разбирано като наследство едновременно от Съветска Украйна и от страха от сепаратизъм.

## Президент
Президентът се избира чрез преки избори за срок от пет години. Президентът предлага министър-председателя, който трябва да бъде гласуван от парламента.
| Позиция              | Име                | Партия          | От          |
| -------------------- | ------------------ | --------------- | ----------- |
| Президент            | Володомир Зеленски | Слуга на народа | 20 май 2019 |
| Министър-председател | Денис Шмигал       | Безпартиен      | 4 март 2020 |

## Парламент
Украинският парламент (наречен Върховна рада) е еднокамерен, състои се от 450 души, избира за срок от пет години чрез пропорционална система по партийни списъци. Парламентът изготвя законите, ратифицира международните договори и се занимава с одобрението на бюджетите. Председателят на парламента е вторият представител на държавата, след президента на Републиката и преди министър-председателя.

## Галерия
- Мариинският дворец, резиденция на Президента на Украйна
- Сградата на Кабинета на министрите
- Конституционният съд

## Виж още
- Списък на политическите партии в Украйна
- Избори в Украйна